# Thor Hartwig Odencrants
Thor Hartwig Odencrants (i riksdagen kallad Odencrantz i Torpa), född 26 februari 1817 på Torpa gård i Ljungarums socken, Jönköpings län, död där 2 februari 1886, var en svensk jurist och riksdagsman. 
Odencrants, som var hovrättsnotarie och vice häradshövding, var ledamot av Ridderskapet och adeln vid 1844–1845 års riksdag. Han var senare riksdagsman i första kammaren 1873–1875 för Jönköpings län. Odencrants var ordförande i Jönköpings Missionsförening, och verkade för bildandet av Evangeliska fosterlands-stiftelsen (EFS). Han var dessutom ordförande i styrelsen för Halls boktryckeri i Jönköping. Han var från 1858 som en mentor åt diktaren Lina Sandell. 
Från 1836 var Odencrants aktiv i den inomkyrkliga väckelsen, som hade sitt upphov hos prästen Per Magnus Elmblad. När rörelsens ledning togs över av C. M. Rahmn, började Odencrants vistas flitigt i dennes hem där det ofta samlades till så kallade missionsböner. Odencrants fungerade efterhand, när samlingarna flyttat över till Jönköpings lärdomsskolas aula, som "kantor". Tillsammans med Rahmn bildade han Jönköpings traktatsällskap.
Thor Hartwig Odencrants var son till hovrättsrådet Thor August Odencrants. Han var gift med Jacquette Gyllenhaal född i adelsätten Gyllenhaal af Härlingstorp samt far till häradshövdingen Thor Herman Odencrants, hovrättsassessorn Henning Odencrants och bankdirektören Lars Odencrants.